# Kamsarmax

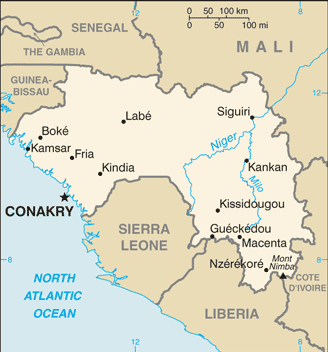
Розташування порту Камсар Гвінея

Камсармакс (укр. Камсармакс) — клас судна з максимальними габаритними розмірами, що дозволяє заходити в порт Камсар в Гвінеї. Розміри корабля обмежені його довжиною у 229 метрів. Кораблі такого розміру класифікуються як панамакси. Нині теоретичні розміри кораблів наступні:
- осадка 14 м — межі Панамського каналу 12 м (можливе досягнення при неповному навантаженні 65 000 т. DWT)
- ширина 32 м.
- довжина 229 м.
- дедвейт 82 000 DWT для суден з повним завантаженням.

Кораблі цього типу найчастіше є балкерами, що перевозять боксит, оскільки Гвінея є другим у світі експортером бокситу.